# Christuskirche (St. Blasien)

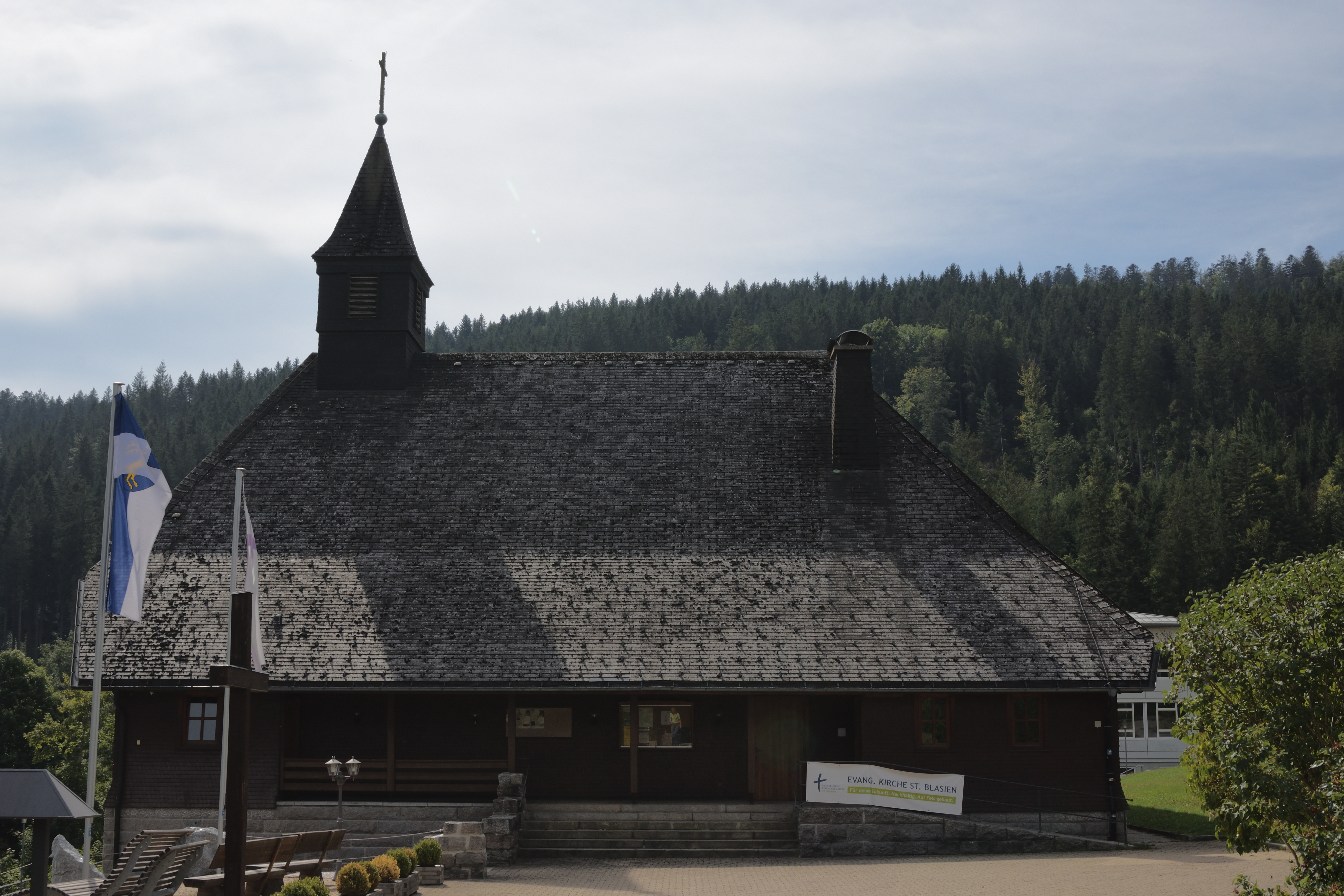
Christuskirche St. Blasien

Die Christuskirche ist die evangelische Kirche von St. Blasien, einer Stadt im Landkreis Waldshut in Baden-Württemberg.

## Geschichte
Seit der Mitte des 19. Jahrhunderts konstituierte sich in St. Blasien eine evangelische Gemeinde, die ab 1891 von einem Pastorationsgeistlichen betreut wurde. Zum 1. April 1934 erfolgte die Erhebung zur selbständigen evangelischen Kirchengemeinde, als deren erste Pfarrer Maurus Gerner-Beuerle berufen wurde. Die Grundsteinlegung zur Christuskirche erfolgte im Juni 1936, die Kirchenweihe wurde am 13. Dezember 1936 vollzogen. Am 20. November 1989 fiel der Kirchenbau einer Brandstiftung zum Opfer, ihre Rekonstruktion nach den originalen Bauplänen begann im Juni 1990, die Wiedereinweihung konnte am 7. Juli 1991 begangen werden.

## Architektur
Die in Hanglage unmittelbar südlich des Klosters St. Blasien mit seiner monumentalen Domkirche gelegene Christuskirche wurde von Otto Bartning in bewusster Anlehnung an die regionale Bautradition des Schwarzwaldhauses in  Holzbauweise mit weit heruntergezogenem Walmdach errichtet. Nach seinen Plänen entstand eine mit einem Dachreiter besetzte Quersaalkirche mit angegliedertem Gemeindesaal. Die Kanzel ist über dem freistehenden Altar angebracht, das Gestühl rechtwinklig um den Altarbereich angeordnet. Durch seine Holzkonstruktion wurde die Christuskirche zum Prototyp der von Bartning ab 1947 errichteten Notkirchen.
Seit 2010 markiert ein freistehendes schlichtes Holzkreuz die Funktion des Bauwerks als Sakralbau.

## Ausstattung
Mit dem Brand 1989 hat die Christuskirche auch ihre gesamte historische Ausstattung verloren. Als Ersatz erhielt sie bei ihrem Wiederaufbau das 1999 von Jens und Friederike Hogh-Binder geschaffene "Offene Kreuz" sowie 2011 das Kreuzigungs-Triptychon von Ulrich Christoph Eipper. Von Rudi Lederer stammt der Ständer für die Taufschale.
Die Christuskirche besitzt eine Orgel der Firma Orgelbau Vier in Friesenheim (Baden).